# Filippinblåfågel
Filippinblåfågel (Irena cyanogastra) är en fågel i familjen blåfåglar inom ordningen tättingar.

## Utseende och läte
Filippinbladfågeln är en medelstor till rätt stor blåsvart tätting med röda ögon. Kroppen är blåsvart, med helsvart ansikte, bröst och vingkant, medan den är ljusblå i ett hjässband och en fläck på vingem, samt på övergump och stjärt. Honan liknar hanen, men är något mattare i färgerna. Sången består av visslade fraser, med bland annat distinkta "whip!".

## Utbredning och systematik
Filippinblåfågel förekommer i Filippinerna och delas in i fyra underarter med följande utbredning:
- Irena cyanogastra cyanogastra – Luzon och Polillo
- Irena cyanogastra ellae – Bohol, Samar och Leyte
- Irena cyanogastra melanochlamys – Basilan
- Irena cyanogastra hoogstraali – Mindanao och Dinagat

## Status och hot
Arten har ett stort utbredningsområde, men tros minska i antal, dock inte tillräckligt kraftigt för att den ska betraktas som hotad. Internationella naturvårdsunionen IUCN listar arten som nära hotad (LC).